# Six Children and One Grandfather
Six Children and One Grandfather è un film del 2018 diretto da Yan Thomas.

## Produzione
La produzione è della Movie On Pictures International Holding di Enrico Pinocci. Le riprese sono state effettuate in Costa Azzurra (Monte Carlo, Roquebrune Cap-Martin, Menton ed Eze).

## Distribuzione
La distribuzione internazionale è della Movie On Pictures & Entertainment. La presentazione della prima versione del film è stata al Festival di Cannes il 20 maggio del 2017. Negli Stati Uniti d'America è stato distribuito su Amazon Prime.